# Konkláve (film)
Konkláve (v anglickém originále Conclave [ˈkɒŋkleɪv Amer ˈkɑːnkleɪv]IPA) je politický thriller režírovaný z roku 2024 režiséra Edwarda Bergera, scénář k filmu napsal Peter Straughan. Jedná se o adaptaci stejnojmenného románu z roku 2016 anglického spisovatele Roberta Harrise. V hlavních rolích účinkují Ralph Fiennes, Stanley Tucci, John Lithgow, Sergio Castellitto a Isabella Rossellini. Děj se odehrává v současném Vatikánu, kde po nečekané smrti papeže organizuje prelát Lawrence (Fiennes) tajnou volbu jeho nástupce, přičemž odhaluje tajemství a skandály hlavních uchazečů o post papeže.
Organizace National Board of Review a Americký filmový institut zařadily film do žebříčku deseti nejlepších filmů roku 2024. Film získal Cenu Sdružení filmových a televizních herců za nejlepší výkon obsazení a Oscara za nejlepší adaptovaný scénář.

## Obsazení
| Ralph Fiennes          | kardinál Thomas Lawrence, anglický liberál a děkan kardinálského kolegia                  |
| Stanley Tucci          | kardinál Aldo Bellini, americký progresivní reformátor a kardinál státní sekretář         |
| John Lithgow           | kardinál Josef Tremblay, kanadský kandidát s umírněnými názory                            |
| Lucian Msamati         | kardinál Joshua Adeyemi, nigerijský kandidát s konzervativními názory                     |
| Brían F. O'Byrne       | Msgr. Raymond O'Malley, sekretář kolegia kardinálů, který působí jako Lawrenceův asistent |
| Carlos Diehz           | kardinál Vincent Benitez, nepříliš známý mexický arcibiskup pracující v Afghánistánu      |
| Merab Ninidze          | kardinál Sabbadin                                                                         |
| Thomas Loibl           | arcibiskup Mandorff                                                                       |
| Sergio Castellitto     | kardinál Goffredo Tedesco, italský tradicionalista                                        |
| Isabella Rosselliniová | mniška Agnes, kardinálská hospodyně                                                       |
| Jacek Koman            | arcibiskup Janusz Woźniak, prefekt papežského domu a důvěrník zesnulého papeže            |
| Loris Loddi            | kardinál Villanueva                                                                       |
| Roberto Citran         | kardinál Lombardi                                                                         |
| Balkissa Maiga         | mniška Shanumi                                                                            |

## Sledovanost
21. dubna 2025, v den úmrtí papeže Františka, došlo k raketovému nárůstu sledovanosti filmu na streamovacích platformách o 283 %.

## Recenze
- Věra Míšková, Právo / Novinky.cz  80 %[3]
- Mirka Spáčilová, MF DNES / iDNES.cz  70 %[4]